# Pijlkruidkers
Pijlkruidkers (Lepidium draba, synoniem: Cardaria draba) is een overblijvende plant uit de kruisbloemenfamilie (Brassicaceae).

## Beschrijving
Deze plant, die een hoogte kan bereiken van 30 tot 90 cm, wordt vanwege van zijn wortelstelsel vaak als onkruid gezien. Hij heeft rechtopstaande stengels waarvan de bladeren langwerpig en getand zijn. Ze omvatten met hun voet de stengel, die zich in het bovenste deel vertakt in schermvormige pluimen. De onderste bladen zijn steelvormig versmald.
Tijdens de bloeitijd, van mei tot juli, vormt hij witte bloemen. De 4 witte kroonblaadjes zijn 2-4 mm lang. De vruchtjes zijn aan de voet vaak hartvormig en niet gevleugeld.

## Verspreiding
Als oorspronkelijk verspreidingsgebied wordt het Middellandse Zeegebied, Zuidoost-Europa, Zuidwest-Azië en Centraal-Azië gezien. Van hieruit is de plant verspreid over Noordwest-Europa, Noord-Amerika, Zuid-Amerika, Zuid-Azië (Noord-India, Saoedi-Arabië) Zuid-Afrika, Australië en Nieuw-Zeeland. In Nederland is hij bekend sinds 1865, maar volgens Engelse bronnen kwam hij in 1809 vanuit Nederland naar Engeland met gewonde soldaten van de door malaria geplaagde Walcherenexpeditie.

## Toepassingen
Vroeger werden de gemalen zaden gebruikt als peper.